# Pyxine farinosa
Pyxine farinosa är en lavart som beskrevs av Kashiw. Pyxine farinosa ingår i släktet Pyxine och familjen Physciaceae.   Inga underarter finns listade i Catalogue of Life.